# Niccolò Circignani

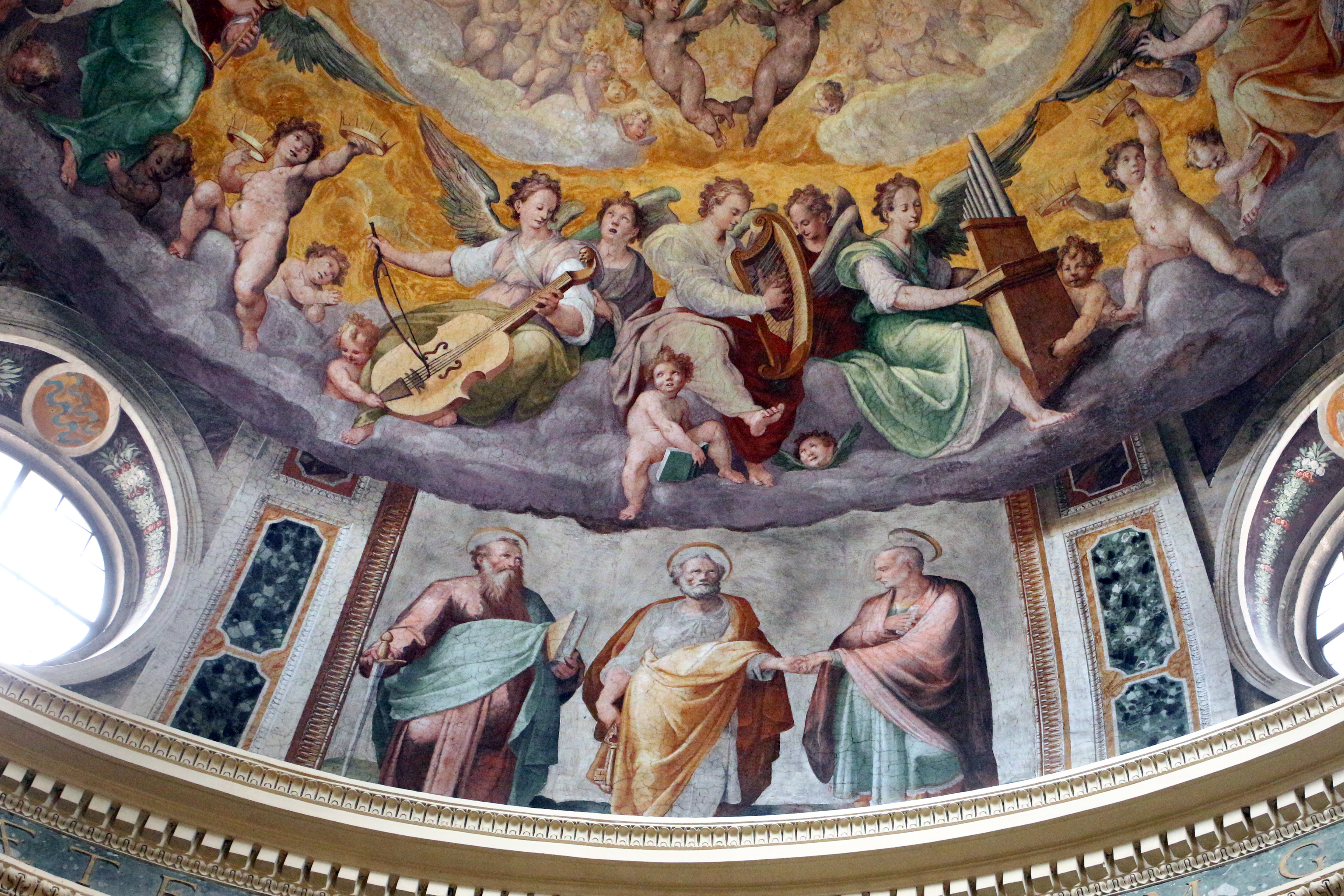
Niccolò Circignani: Musizierende Engel und Apostel (1588) in den Kuppelfresken von Santa Pudenziana, Rom

Niccolò Circignani (auch: Nicolò und Cercignani, Cincignani, Cirgnani),  genannt il Pomarancio (* ca. 1530 in Pomarance; † zwischen Ende 1597 und März 1599 in Città della Pieve) war ein italienischer Maler des Manierismus.
Da es noch zwei weitere Maler mit dem Beinamen "Pomarancio" gibt – Niccolòs Sohn Antonio Circignani und den etwa eine Generation jüngeren Cristoforo Roncalli –, ist die Urheberschaft vieler, ausschließlich unter diesem Namen bekannter Werke, besonders in Umbrien, in der Toskana und in den Marken nicht eindeutig gesichert.

## Leben

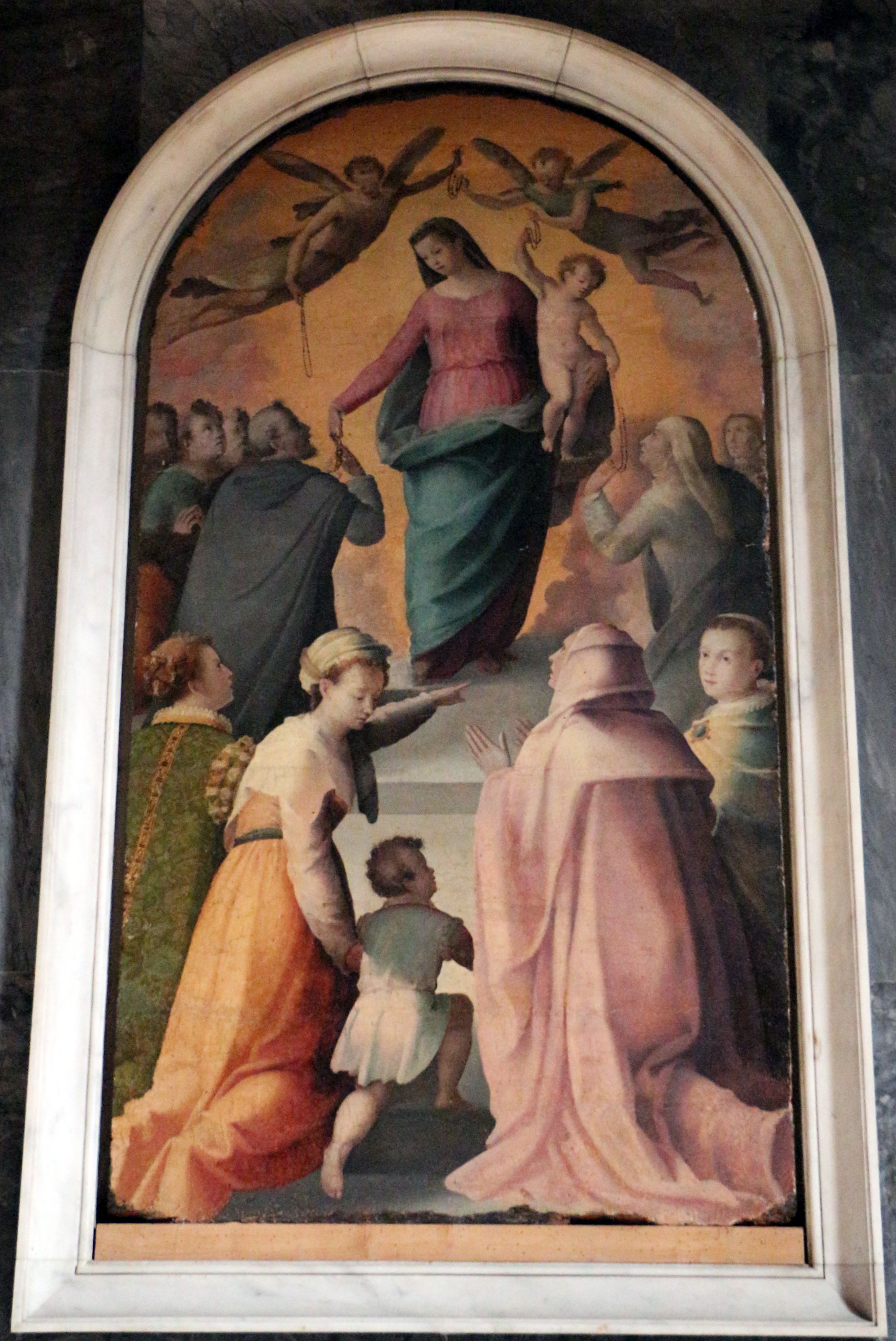
Rosenkranzmadonna, San Giovanni Battista, Pomarance

Über Circignanis Jugend ist kaum etwas bekannt, sein allgemein auf etwa 1530 geschätztes Geburtsjahr basiert nur auf Spekulationen. Vasari nannte ihn in seinen 1568 veröffentlichten Vite einen „jungen Maler“ ("pittore giovane"). Circignani war wahrscheinlich zuerst Schüler von Daniele da Volterra und ging später in die Lehre bei Santi di Tito in Florenz. Zusammen mit Santi und Giovanni de Vecchi entstanden 1562–63 auch seine ersten dokumentierten Werke: einige Fresken im Belvedere des Vatikans in Rom.
In der Folge ging er nach Umbrien, wo er 1567 in Città della Pieve Teodora heiratete, eine Tochter von Girolamo Catalucci. Sie hatten zusammen sechs Kinder, darunter den erstgeborenen Antonio, der ebenfalls Maler wurde und „Pomarancio“ genannt wurde.
Zusammen mit Hendrick van den Broeck hatte Niccolò Circignani Ende 1564 in Orvieto eine Arbeitsgemeinschaft gegründet. 1565–66 schuf er mehrere Werke für den Dom von Orvieto, und malte 1568 außerdem Fresken in der Kirche Maestà delle Volte in Perugia, sowie eine Auferstehung (1569) in Panicale. Weitere Stationen seines Wirkens waren Umbertide (1572), Città della Pieve und Città di Castello (1573–1577), wo man ihn für seine umfangreichen malerischen Aktivitäten 1577 mit einer Ehrenbürgerschaft auszeichnete; erhalten sind eine Maria Immacolata und eine Verkündigung von 1577 (heute in der Pinakothek von Città di Castello).
Fresken mit mythologischen Themen wie das Urteil des Paris, die Geschichte des Aeneas schuf er in Zusammenarbeit mit Giovanni Antonio Pandolfi im Palazzo della Corgna in Castiglione del Lago.
1579 kehrte er nach Rom zurück, um mit Mathijs Bril die Sala della Meridiana im Turm der Winde im Vatikan zu dekorieren; dabei war Bril für die Landschaften zuständig, und Circignani für die elegant bewegten Figuren. In der Kirche Santa Maria in Aracoeli malte er in der Cappella della Pietà und in der Cappella di San Paolo die Fresken der Seitenwände.

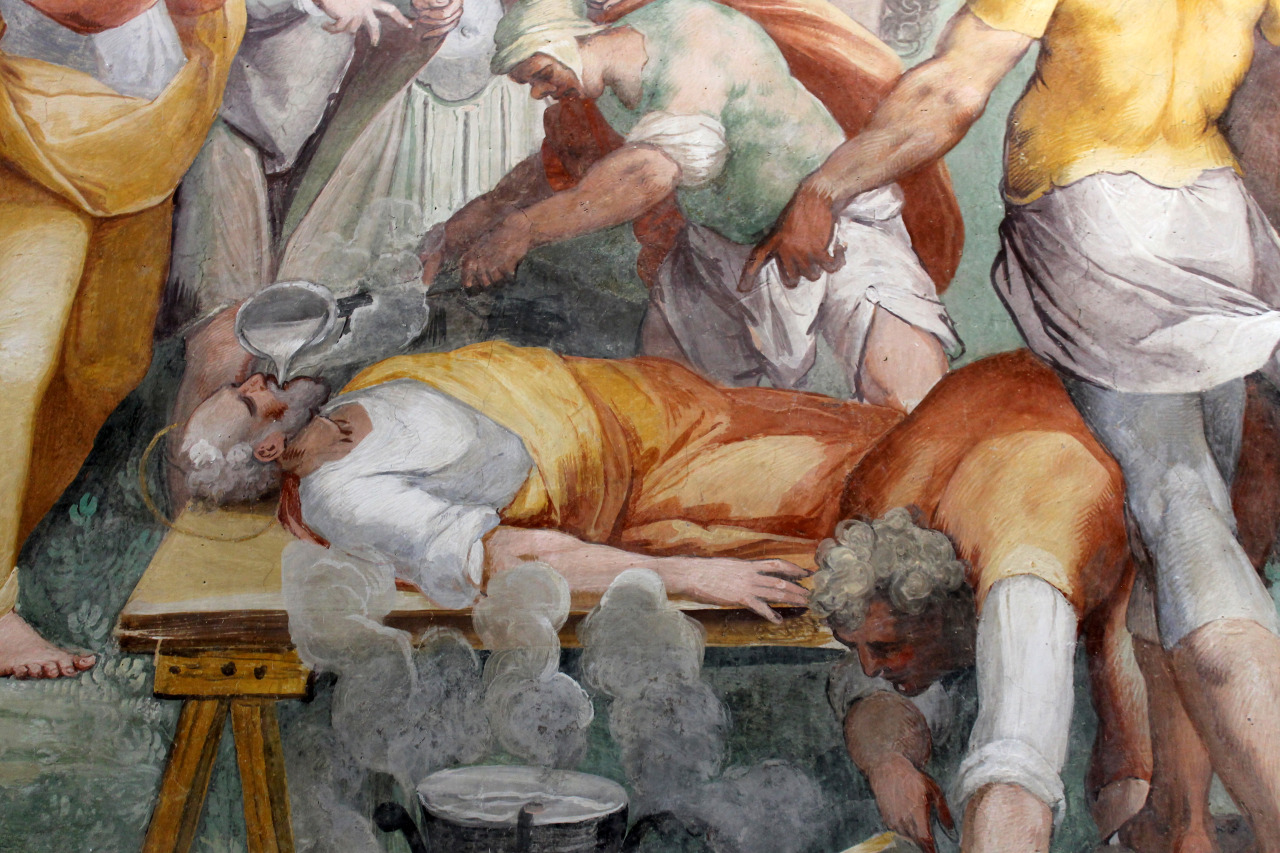
Martyrium des Hl. Primus (Detail), aus dem Freskenzyklus in Santo Stefano Rotondo, Rom

Von 1582 bis 1583 entstand eines seiner bekanntesten Werke, die Fresken in der Basilika Santo Stefano Rotondo. Zuerst malte er an den Schranken um den zentralen Hochaltar 24 Szenen in gelblicher Grisaillemalerei und in Imitation von Reliefs, welche die Geschichte des Heiligen Stephanus darstellen. Im Anschluss bekam er den Auftrag, an der Wand des umlaufenden Säulenganges Darstellungen von Martyrien zu malen. Die Landschafts- und Architektur-Hintergründe schuf Matteo da Siena. Der Freskenzyklus mit 32 Bildern beginnt mit der Kreuzigung Jesu und schließt das Martyrium des Stephanus an, gefolgt von weiteren 30 Bildern mit den Darstellungen der Martyrien katholischer Heiliger, mit teilweise drastischen Details. Der Zyklus gilt als ein wichtiges Werk des Manierismus in Rom, ist aber wegen der ungünstigen lokalen Bedingungen (u. a. dünne Außenmauern) und wegen späterer Übermalungen nur sehr schlecht erhalten; die Bilder wurden wegen der schrecklichen Thematik jahrhundertelang als „hässlichste Malerei Roms“ angesehen und auch daher vernachlässigt. Nur wenige Jahre nach der Entstehung wurden Kupferstiche von dem Märtyrerzyklus in Santo Stefano Rotondo veröffentlicht, und Circignani selber wiederholte den Zyklus im englischen Kolleg von San Tommaso di Canterbury – dieser ging jedoch später (wie die gesamte alte Kirche) verloren.

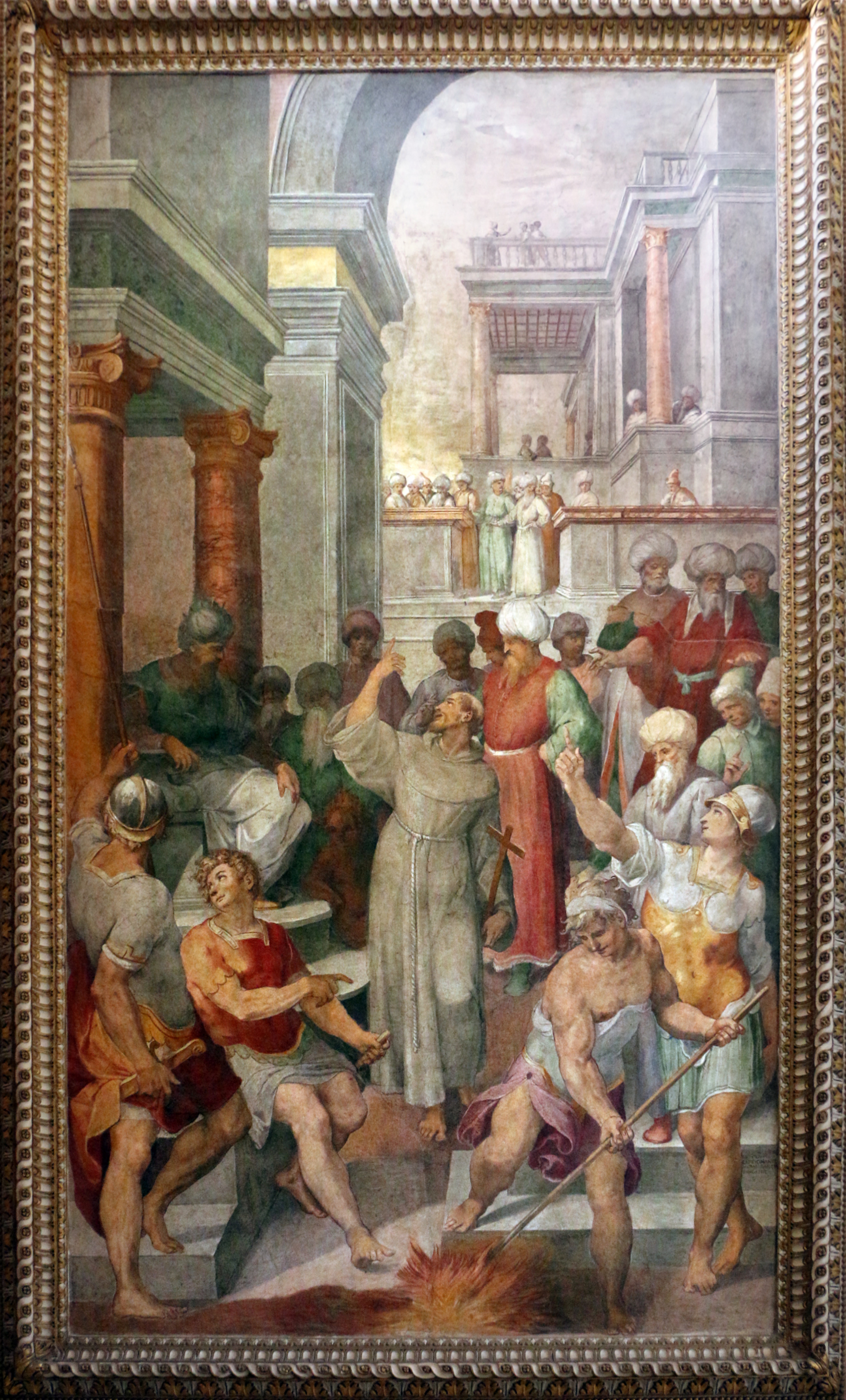
Der Hl. Franziskus vor dem Sultan, 1583–85, San Giovanni dei Fiorentini, Rom

Zu Circignanis künstlerisch wichtigsten Werken zählen die Fresken der beiden ersten linken Seitenkapellen in Il Gesù (um 1585), und einige Bilder zum Leben des Heiligen Franziskus von Assisi in San Giovanni dei Fiorentini, in denen er sich deutlich von Michelangelo beeinflusst zeigt. Andere große und bedeutende Freskenzyklen in Rom aus seiner Reifezeit sind nur teilweise erhalten, darunter der segnende Christus mit Engeln (1587) in der Apsis von Santi Giovanni e Paolo, und der Christus in Glorie mit Engeln in der Kuppel von Santa Pudenziana (1588; siehe Abb. oben). Für Kardinal Albert, Erzherzog von Österreich, schuf er 1590 einen Heilig-Kreuz-Zyklus in der Cappella di Sant' Elena der Kirche Santa Croce in Gerusalemme, der um 1980 restauriert wurde.
In San Filippo Neri nel Palazzo Massimo alle Colonne schuf er das Altarretabel des Hochaltars mit der Darstellung des Wunders des heiligen Filippo Neri.
In den letzten 10 Jahren seines Lebens verbrachte Circignani zunehmend viel Zeit in Città della Pieve in Umbrien, wo er 1594 ein Stück Land kaufte und zum Ehrenbürger ernannt wurde.
Seine letzten dokumentierten Werke entstanden 1596: eine seit 1809 verschollene Verkündigung Mariens im Dom von Città di Castello, und eine signierte und datierte Verkündigung Mariens für die Kirche San Francesco in Cascia.
Der genaue Zeitpunkt seines Todes ist nicht bekannt: laut einem Dokument vom November 1597 lebte er zu diesem Zeitpunkt noch in Città della Pieve; aber für März 1599 ist bezeugt, dass seine Frau Teodora bereits Witwe war.

## Werk
Niccolò Circignani war ein ganz typischer Vertreter des Manierismus, und besonders von den drei Pomarancio genannten Malern derjenige, der am eindeutigsten und über sein gesamtes Schaffen hinweg diesem Stil zugeordnet werden kann. In seiner Malerei geht er zunächst von toskanischen Vorbildern aus, die durchaus noch zur Renaissance gehörten, wie z. B. Fra Bartolomeo, hinzu kommt die Eleganz und Lieblichkeit von Künstlern wie Parmigianino und (in geringerem Maße) Correggio oder Barrocci; in späten Werken in Rom (San Giovanni dei Fiorentini) auch von Michelangelo oder den römischen Manieristen. Sein Stil tendiert sehr zum Dekorativen (in einem durchaus positiven Sinne). Im Vergleich zu anderen gleichzeitig in Rom tätigen Malern wie den Gebrüdern Federico oder Taddeo Zuccari u. a. fallen seine besonders anmutigen und eleganten, beinahe tänzerisch bewegten Figuren auf. Auch verwendet er in seiner Farbpalette relativ häufig alle möglichen chromatischen Abstufungen leuchtender Gelb-, Goldgelb- und Orangetöne - es ist durchaus möglich, dass er dies als "pomeranzen-farben" verstand und als ein Erkennungsmerkmal seiner maniera und als bewusste Anspielung an seinen (selbstgewählten ?) Beinamen Pomarancio wählte (der sich eigentlich von seinem Geburtsort Pomarance ableitete). Zu seinen besten Werken in Rom zählen die Fresken in der Kuppel von Santa Pudenziana, in der Apsis von Santi Giovanni e Paolo, und die Sala della Meridiana im Turm der Winde im Vatikanspalast.
In einem merkwürdigen Widerspruch zu seinen deutlichen Tendenzen zu lieblicher, graziler Anmut und Eleganz und leuchtenden, fröhlichen Farben steht sein Ruf als Maler der brutalen, "hässlichen" (und schlecht erhalten) Märtyrerszenen von Santo Stefano Rotondo. Auch ein anderer Märtyrerzyklus in Santi Nereo e Achilleo, der sich um die frühchristlichen Heiligen Domitilla, Nereus und Achilleus dreht und auf Wunsch von Cesare Baronio 1596–98 entstand, wurde bis in die Gegenwart "Pomarancio" zugeschrieben und für ein Werk von Niccolò Circignani gehalten – diese Zuschreibung wird aber mittlerweile in Frage gestellt und ist "in Diskussion". Sehr fragwürdig ist die Zuschreibung allein aufgrund der für Circignani sehr späten Entstehungszeit 1596–98, die möglicherweise sogar mit dem Zeitpunkt seines Todes kollidiert, und weil der Künstler spätestens seit 1594 eigentlich in Città della Pieve lebte. Auch stilistische Gründe sprechen gegen Niccolò Circignani.

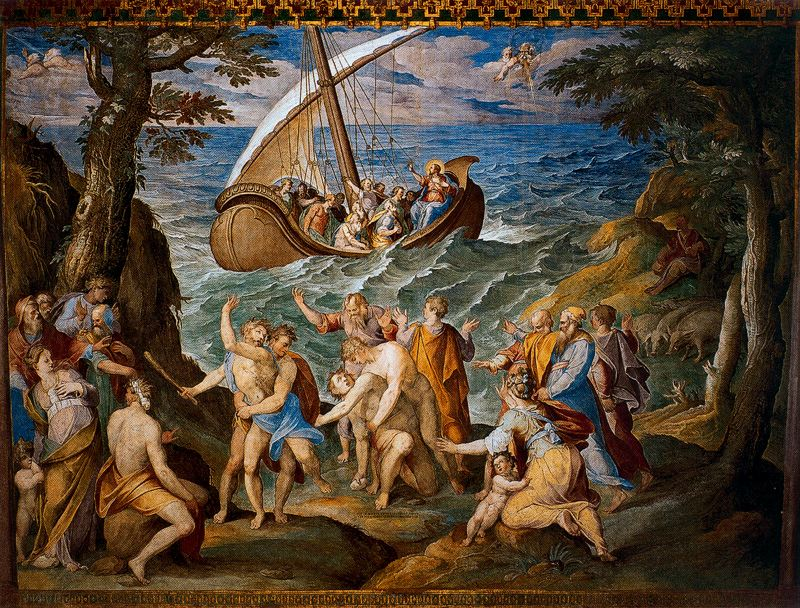
Niccolò Circignani und  Mathijs Bril: Jesus beruhigt den Sturm am See Genezareth, Fresko in der Sala della Meridiana, Turm der Winde, Vatikan